# Абди-бек Шамлы
Абди-бек Шамлы (азерб. Abdı bəy Şamlı; ум. 1506, Сюрлюг, Сефевидское государство) — военный и политический деятель Сефевидского государства, тавачибаши. Отец Дурмуш-хана и Хусейн-хана Шамлы.

## Биография
Абди-бек Шамлы присоединился к движению Сефевидов в 1500 году. Он со своими 300 воинами был среди 7000 кызылбашских последователей Исмаила I. После прихода к власти Исмаила Мирзы, Абди-бек получил титул тавачибаши. Позже участвовал в походах шаха. В 1501 году принял участие в битве при Шаруре. В битве при Алмагулагы Абди-бек вместе Деде-беком Талышом, Хусейн-беком Лалой, Мухаммед-беком Устаджлы, Байрам-беком Караманлы, Якан-беком Текели и Сары Али-беком Текели командовал правым и левым флангами кызылбашской армии. 11 апреля 1504 года шах Исмаил двинулся к крепости Уста. Хусейн Кия, воевавший против шаха, покинул её с сильным отрядом своих солдат и устроил засаду. Шах послал Абди-бека Шамлы и Байрам-бека Караманлы атаковать крепость с одних ворот, а сам командовал войсками с других. Абди-бек Шамлы и Байрам-бек Караманлы подверглись внезапному нападению, и, хотя они проявили большую доблесть, им не удалось добраться до крепости. С середине 1504 года Реис Гайби, двоюродный брат Мухаммеда Гары, которого оставили во главе Абаркуха, поднял восстание, после чего шах послал Абди-бека Шамлы из Йезда, чтобы наказать мятежников. Он доставил трупы Хусейна Кии и Реиса Гайби и заключенных из Абаркуха в Исфахан. В середине 1506 года карательная экспедиция под командованием Байрам-бека Караманлы, Хадим-бека Халифы, Абди-бека Шамлы и Сары Али-бека Текели разграбила лагерь главаря курдских разбойников Шира Сарима и во второй стычке захватила живыми его сына, брата и некоторых из его офицеров. Абди-бек Шамлы и Сары Али-бек Текели погибли в бою. Шир Сарим сбежал. Пленники, привезённые к шаху в Хой зимой 1506—1507 годов, среди которых были сын и брат Шир Сарима, были жестоко убиты, что было местью за смерть кызылбашских офицеров.маила Мирзы